# Prehranjevanje
 Prehranjevanje je najpomembnejša dejavnost vsakega živega organizma, njegove glavne funkcije pa so požiranje, prebava in absorbiranje hrane.Prehranjevanje je nujno potrebno za preživetje vsakega živega organizma , saj z vnosom hrane pridobiva nujno potrebne snovi za energijo in telesno rast.Zelene rastline izdelajo s pomočjo fotosinteze in kemosinteze organske spojine, ki so nujno potrebne za življenje.To imenujemo avtotrofnost.Večina živali in bakterij pa se hrani gotovimi organskimi snovmi, ki jih sprejemajo od zunaj (rastlinska in živalska tkiva).To vrsto prehranjevanja imenujemo heterofija.Od načina prehranjevanja, pa je odvisen položaj organizma, v prehranjevalni verigi.Avtotrofni organizmi so producenti, heterotrofni pa porabniki.Heterotrofne organizme lahko, glede na vrsto prehranjevanja, ločimo še na vsejede, rastlinojede ali mesojede organizme.Veliko teh je zajedalcev, notranjih ali zunanjih, tako rastlin kot živali.Značilno za prehranjevanje živali je, da se nekatere prehranjujejo samo z določeno vrsto, druge pa  z različnimi vrstami.Zaradi velike raznovrstnosti prehranjevanja , se v ekosistemu ustvarjajo zelo zapleteni prehranjevalni splet.